# Hemeroblemma intracta
Hemeroblemma intracta är en fjärilsart som beskrevs av Walker 1858. Hemeroblemma intracta ingår i släktet Hemeroblemma och familjen nattflyn. Inga underarter finns listade i Catalogue of Life.